# Andrea Rivera
Andrea Rivera (né le  23 mars 1971 à Rome - )  est un chanteur populaire, comédien et humoriste italien.

## Biographie
Andrea Rivera a subi de vives critiques de la part du journal du Vatican L'Osservatore Romano pour ses remarques au sujet de l'Église catholique en mai 2007. Il a, entre autres, été taxé de « terroriste ».